# Samuel Abraham Poznański
Samuel Abraham Poznański (hebräisch שמואל אברהם פוזננסקי) (geb. 3. September 1864 in Lubraniec; gest. 4. Dezember 1921 in Warschau) war ein polnischer Reformrabbiner und Prediger an der Großen Synagoge in Warschau, ein bedeutender Orientalist und Gelehrter.

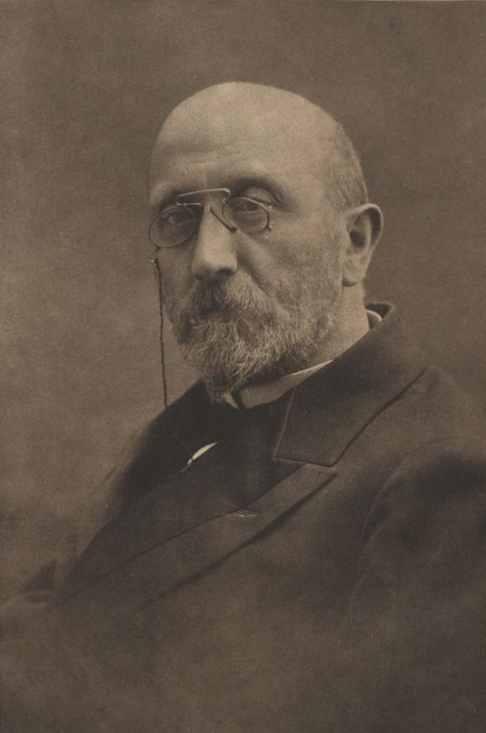
Samuel Abraham Poznański

## Leben und Werk
Sein Vater war Jitzchak Jacob Poznański, einem Gelehrten und Kaufmann; sein älterer Bruder war Adolph Posnański (1854–1920). Die Familie stellte eine Vielzahl an Rabbinern. Poznański genoss zunächst eine traditionell-jüdische Erziehung im Elternhaus und besuchte später die höhere Realschule in Warschau. Er studierte an der Warschauer Universität und ab 1890/91 an der Hochschule für die Wissenschaft des Judentums in Berlin, später in Heidelberg, wo er 1894 promovierte. 1897 erwarb er das Rabbinerdiplom und wirkte anschließend als Rabbiner in Warschau. Kurz vor seinem Tod wurde er von einem Ausschuss der Großen Synagoge zum Mitglied des Warschauer Rabbinerrats ernannt. Orthodoxe Juden wehrten sich gegen seine Ernennung und gingen sogar auf die Straße, um zu demonstrieren.
Als Wissenschaftler widmete er sich insbesondere der Erforschung des Karäismus und der jüdisch-arabischen Literatur, dem hebräischen Kalender und der hebräischen Bibliographie und publizierte vielfach auch in hebräischer Sprache, an deren Weiterentwicklung ihm lag.
Solomon Schechter (1847–1915), der bedeutende rumänische Rabbiner, Wissenschaftler und Pädagoge, der vor allem als Gründer und Präsident der Vereinigten Synagoge von Amerika, Präsident des Jüdischen Theologischen Seminars von Amerika und Architekt der amerikanischen konservativen jüdischen Bewegung bekannt ist, stand mit Poznański in brieflichem Austausch.

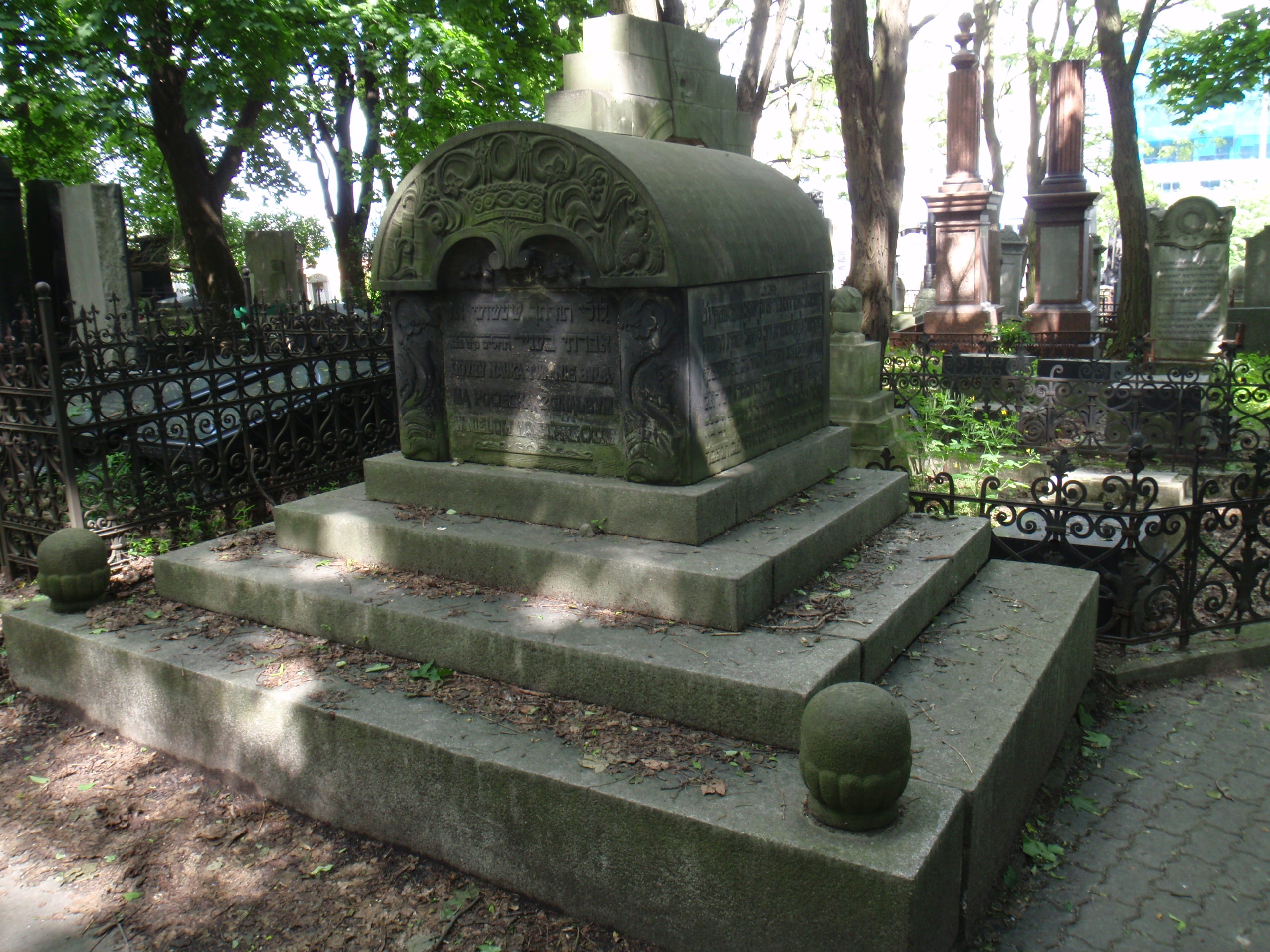
Grabmal von Samuel Poznański auf dem jüdischen Friedhof in Warschau (Jüdischer Friedhof an der Okopowa-Straße, Sektor 10, Reihe 3f, Nummer 26)

## Schriften
Poznański ist der Autor der folgenden Werke:
- Eine Hebräische Grammatik des Dreizehnten Jahrhunderts. Berlin 1894
- "Mose b. Samuel ha-Kohen ibn Chiquitilla: Nebst den Fragmenten seiner Schriften. Leipzig, 1895 (mängelhaftes) Digitalisat
- Isak b. Elasar ha-Levis Einleitung zu seinem Sephath Jether. Breslau 1895
- Aboul Faradj Haroun ben al-Faradj le Grammairien de Jérusalem et son Mouschtamil. (Paris, 1896)
- Die Girgisani-Handschriften im British Museum. Berlin 1896
- Karaite Miscellanies.  London 1896
- Mesroi al Okbari, Chef d'une Secte Juive du Neuvième Siècle. Paris 1896
- The Anti-Karaite Writings of Saadjah Gaon. London 1897
- Jacob ben Ephraim, ein antikaräischer Polemiker des X. Jahrhunderts. Breslau  1900 In: M. Brann, F. Rosenthal (Hrsg.): Gedenkbuch zur Erinnerung an David Kaufmann. Schottlaender, Breslau 1900, auf sammlungen.ub.uni-frankfurt.de Digitalisat
- Perush R. Sa'adya Gaon le-Dani'el" (Berdychev, 1900)
- Tanhoum Yeruschalmi et Son Commentaire sur le Livre de Jonas Paris 1900
- Miscellen über Saadja III.: Die Beschreibung des Erlösungs-Jahres in Emunoth we-Deoth ch. 8 Breslau 1901
- Tehillah le-Dawid" (Kaufmann), hebr. (Warschau, 1902)
- Le Commentaire sur le Livre d'Osée par Eliezer (ou Eléazar) de Beaugency. Berdychev 1902
- Anan et Ses Ecrits" (Paris, 1902)
- Der Arabische Kommentar zum Buche Josua von Abû Zakarjâ Jahjâ Ibn Bal'am. Frankfurt am Main  1903
- Ephraim ben Schemaria de Fostat et l'Académie palestinienne. Paris 1904
- Schechters Saadyana. Frankfurt am Main 1904
- Fragments de l'Exegèse Biblique de Menahem bar Chelbo. Warschau 1904
- Ibn Hazm über Jüdische Sekten.  London 1904
- Karaite Literary Opponents of Saadiah Gaon. Luzac & Co., London 1908
- (Einl.) Kommentar zu Ezechiel und den XII kleinen Propheten von Eliezer aus Beaugency. 3 Bände. Zum ersten Male herausgegeben und mit einer Abhandlung über die nordfranzösischen Bibelexgeten eingeleitet von Samuel Poznański. Warschau  1909
- Anse Qairuan mesuddarim al seder ab. [Nebentitel:] Esquisse historique sur les Juifs de Kairouan. [Historische Skizze über die Juden von Kairouan]. [Warschau], S.n., 1909. Erste Einzelausgabe, Sonderdruck aus "Zikron le-Abraham Elijjahu". Text hebräisch.
- (Hrsg.) Abraham Geiger's gesammelte Abhandlungen in hebräischer Sprache [hebr.] Zu dessen hundertstem Geburtstage. Mit einem Bildnis. Tuschijah, Warchau  1910
- Kommentar zu den Sprüchen Salomos von Josef ibn Nachmias. Zum ersten Male herausgegeben. Poznański, Samuel und M. L. Bamberger (Hrsg.). Mekize Nirdamim, Berlin & Frankfurt 1911
- Babylonische Geonim im nachgaonäischen Zeitalter. Mayer & Müller, Berlin 1914

Er hat auch zahlreiche Artikel verfasst für die Monatsschrift, Stades Zeitschrift für die Alttestamentliche Wissenschaft, Ha-Goren (Berditschew), Ha-Zefira (Warschau), Revue des études juives und Jewish Quarterly Review.